# Lysurus
Lysurus ist eine Pilzgattung aus der Familie der Stinkmorchelverwandten (Phallaceae). Sie umfasst acht Arten, deren Verbreitungsschwerpunkt in den Tropen liegt.

## Merkmale
Wie bei anderen Vertretern der Rutenpilze entwickeln sich die Fruchtkörper von Lysurus-Arten aus einem weißlichen, runden Hexenei. Bei den meisten Arten, wie z. B. bei Lysurus cruciatus oder Lysurus mokusin, bestehen die reifen Fruchtkörper aus einem zylindrischen, runden oder gerippten Stiel, der in 3–4 kurzen, schwammigen Armen endet. Diese Arme, die sich meistens voneinander trennen, werden von der olivgrünen, übelriechenden Gleba bedeckt. Es gibt aber auch Abweichungen bei den Formen der sporentragenden Fruchtkörperabschnitte: Bei Lysurus corallocephallus endet der Stiel in Form von korallenartig verzweigten, scharlachroten Ästen, während der Stiel von Lysurus periphragmoides einen gitterförmigen „Ball“ hochhält.

## Arten
Dring erkannte 1980 fünf Arten an. 2006 wurde L. pakistanicus und 2011 L. brahmagirii aus Kerala, Indien beschrieben. Eine phylogenetische Studie aus dem Jahre 2014 ergab zudem, das Aseroë arachnoidea nicht länger zu dieser Gattung, sondern zur Gattung Lysurus zu rechnen ist. Die aktuelle Artenzahl beläuft sich also auf acht.
- Lysurus arachnoideus
- Lysurus brahmagirii
- Lysurus corallocephalus
- Lysurus cruciatus
- Lysurus gardneri
- Lysurus mokusin
- Lysurus pakistanicus
- Lysurus periphragmoides

## Nachweise
1. ↑  
D.M. Dring: Contributions towards a rational arrangement of the Clathraceae. In: Kew Bulletin. Band 35, Nr. 1, 1980, S. 68–81.
2. ↑  
S.H. Iqbal; T. Kasuya; A.N. Khalid & A.R. Niazi: Lysurus pakistanicus, a new species of Phallales from Pakistan. In: Mycotaxon. Band 98, 2006, S. 163–168.
3. ↑  
C. Mohanan: Macrofungi of Kerala. Kerala Forest Research Institute, Kerala, Indien 2011, ISBN 81-85041-73-3.
4. ↑  
L. Trierveiler-Pereira; R.M.B. Silveira & K. Hosaka: Multigene phylogeny of the Phallales (Phallomycetidae, Agaricomycetes) focusing on some previously unrepresented genera. In: Mycologia. Band 106, Nr. 5, 2014, S. 904–911.

- Michael Kuo: Stinkhorns: The Phallaceae and Clathraceae. Abgerufen am 19. Oktober 2011 (englisch).
- Michael Kuo: Lysurus corallocephalus. Abgerufen am 19. Oktober 2011 (englisch).